# Rua Bernardino Monteiro, 18
O Edifício na Rua Bernardino Monteiro nº 18, em Santa Leopoldina, foi construído no final do século XIX pelo comerciante Sebastião Wolkart para sediar a primeira escola da cidade.
É um bem cultural tombado pelo Conselho Estadual de Cultura do Espírito Santo, por seu "valor patrimonial enquanto testemunho histórico do desenvolvimento da cidade, e arquitetônico, seja pelo caráter de sua expressão formal, seja por sua presença na paisagem urbana de Santa Leopoldina". Inscrição no Livro do Tombo Histórico sob o nº 32 a 68, folhas 4v a 7v.

## Importância
No livro "Arquitetura: Patrimônio Cultural do Espírito Santo", publicado pela Secretaria de Cultura do Espírito Santo em 2009, comenta-se que o edifício está localizado próximo à ponte sobre o rio Santa Maria da Vitória, em meio ao verde. Sua descrição é: "O edifício, de planta retangular, possui um único pavimento erguido sobre porão elevado, e coberto por telhado em dois planos estruturados a partir de cumeeira paralela à fachada mais longa. Essa, seguindo o modelo tradicional, foi posicionada sobre a testada frontal, condição que reforça o impacto representado pelo volume edificado. As demais, ao contrário, apresentam-se livres dos limites do terreno, permitindo, de um lado, o posicionamento de entrada lateral, e de outro, a constituição de pequeno jardim. Uma novidade na cidade de Santa Leopoldina.". Além disso, o livro destaca a grande dimensão das suas janelas que contam com venezianas de madeira.

## Tombamento
O edifício foi objeto de um tombamento de patrimônio cultural pelo Conselho Estadual de Cultura, de número 05, em 30 de julho de 1983, Inscr. nº 32 a 68, folhas 4v a 7v. O processo de tombamento inclui quase quarenta imóveis históricos de Santa Leopoldina. No ato de tombamento, é listada como proprietária a Cúria Metropolitana de Vitória.
O tombamento desse edifício e outros bens culturais de Santa Leopoldina foi principalmente decorrente da resolução número 01 de 1983, em que foram aprovadas normas sobre o tombamento de bens de domínio privado, pertencentes a pessoas naturais ou jurídicas, inclusive ordens ou instituições religiosas, e de domínio público, pertencentes ao Estado e Municípios, no Espírito Santo. Nessa norma foi estabelecido que, entre outros pontos:
- "O tombamento de bens se inicia por deliberação do CEC “ex-offício”, ou por provocação do proprietário ou de qualquer pessoa, natural ou jurídica, e será precedido, obrigatoriamente, de processo", ponto 3;
- "Em se tratando de bem(s) pertencente(s) a particular(es), cujo tombamento tenha caráter compulsório, e aprovado o tombamento, o Presidente do CEC expedirá a notificação de que trata o artigo 5°. I do Decreto n° 636-N, de 28.02.75, ao interessado que terá o prazo de 15(quinze) dias, a contar do seu recebimento, para anuir ou impugnar o tombamento", ponto 12.[3]

As resoluções tiveram como motivador a preservação histórico-cultural de Santa Leopoldina contra a especulação imobiliária, que levou à destruição de bens culturais à época.